# Melanoplus indicifer
Melanoplus indicifer är en insektsart som beskrevs av Theodore Huntington Hubbell 1933. Melanoplus indicifer ingår i släktet Melanoplus och familjen gräshoppor. Inga underarter finns listade i Catalogue of Life.